# Pseudepipona oasis
Pseudepipona oasis är en stekelart som beskrevs av Giordani Soika 1957. Pseudepipona oasis ingår i släktet Pseudepipona och familjen Eumenidae. Inga underarter finns listade i Catalogue of Life.